# 毛新宇

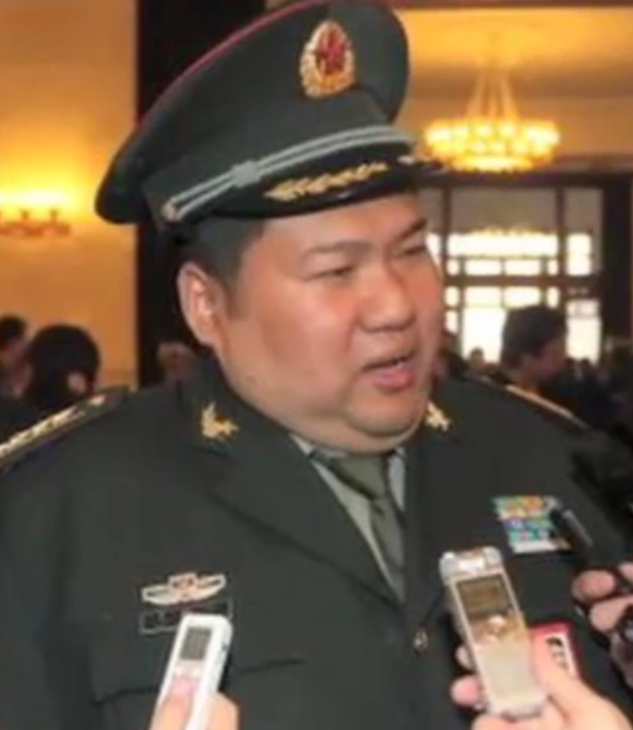
2015年

毛 新宇（もう しんう、マオ シンユ、英:Mao Xinyu、1970年1月17日 - ）は、中国共産党初代中央委員会主席毛沢東の孫（毛姓では唯一）。毛岸青と邵華の子。
中国人民解放軍の軍事科学院戦争理論戦略研究部副部長（副軍職）。階級は少将。中華全国青年連合会常務委員、中国人民政治協商会議全国委員。広州大学松田学院法政系担当教員。広州松田職業学院名誉学長。広州松田職業学院毛沢東思想学科担当者。

## 略歴
- 1992年7月：中国人民大学歴史系卒、明清史専攻
- 1992年9月 - 1995年7月：中央党校理論部で修士号取得
- 2000年：博士号取得のため、軍事科学院に入学。
- 2003年：博士号取得
- 2008年7月：軍事科学院戦略部副部長
- 2009年9月：近日中に少将に任命されるとの報道が流れた。「人民解放軍で最年少（39歳）の少将誕生か」と書かれたが、本人が秘書を通じてこの報道を否定した[1]。
- 2010年7月 ：少将に昇格。この際に階級章をつけた人物は、毛沢東によって粛清され病死した劉少奇の子である劉源であった。[2]

## 家庭
- 1997年：郝明莉と結婚。郝は2003年に秦城監獄で獄中死した。[3]
- 2002年：劉濱と再婚。
- 2003年：長男が誕生。
- 2008年：長女が誕生。

## 発言
- 2011年3月の全国人民代表大会開会中、マスコミから少将の地位と家族関係を問われ、「もちろんです。それは客観的事実で、私も否定しない。人々は毛沢東への熱愛を私に投射しています」と述べ、親の七光りで少将に就いた点を否定しなかった[4]。
- 2012年3月開かれた全国政協会議中のインタビューで 、「毛沢東は私たちにいくらかの印税を残したと言う人がいるんですが、あるわけがない。残したのは尽きない財産、つまり毛沢東思想です」と述べた[5]。

## 人物
- 昨今多発している中国共産党員の汚職・腐敗に対しては厳しい姿勢でのぞんでいる[6]。
- 2012年に42歳で党大会代表に選ばれたが、親の七光りで役職についている典型的な「太子党」とされ、中国メディアからの評価は低く、習近平党総書記も好意を抱いていない[7]。「軍の評判を下げる」とも評され、2017年の党大会の代表からは外された。
- 「毛体書法」の創始者として中国書道史に名を遺す毛沢東の書法を受け継ぐ「中国毛体書法家協会」の名誉主席である。同じく毛沢東の子孫として、毛体書法家協会の主席となっている書家の毛世霖とともに、「毛体書法」を受け継いでおり、書道の字は上手いが、普段の字は独特である。
- 蔣介石の曾孫である蔣友柏（台湾人だが「ハンサムなデザイナー」として中国大陸でも有名）とも比較される風貌や、「メディアの取材を受けながら鼻をほじる」などの自由奔放な言動や、その「達筆」ぶりから、中国のインターネット上で度々話題になっている。

## 死亡説
2018年4月22日に「抗米援助戦争勝利65周年中国朝鮮訪問文化交流団」と言う北朝鮮観光バスツアーの一員として北朝鮮を訪れた際に起きた大規模な交通事故により死亡したと報道された。それによれば伯父である毛岸英（毛沢東の長男）の墓参の帰りに他の中国人旅行者31名とともに死亡し、金正恩委員長が直接慰霊したとされている。しかし、その件でメディアの取材を受けた毛小青（毛沢東の姪）が「毛新宇は北朝鮮には行っていない」として、その報道を否定。そもそも毛新宇は将軍なので、観光客と一緒にツアーに参加するわけがないと主張している。4月29日には北京市内の公園で毛新宇を見かけた人が写真をSNSにアップしたほか（このように国家の重要人物であるはずなのに市民に紛れてよく見かけるので、国賓としてではなく観光客と一緒に北朝鮮に行きそうな人物だと市民に思われている）、労働節（中国のゴールデンウィーク）明けの5月6日には毛新宇が少将として5月4日に中国船舶工業集団との研究会に参加したというニュースが流れ、死亡説は収まった。

## 著作
1990年から書籍と作品を発表している。以下は、主な著書。
- 『朱元璋研究』
- 『毛沢東眼中的五大帝王』
- 『永遠的懐念－毛沢東誕辰百年輯録』
- 『我的伯父毛岸英』

その外、テレビ・ドラマ「女紅軍女将軍風采録」、「江山如此多嬌」をプロデュースし、12集のテレビ文学刷本「一代賢后」を創作した。